# حفل توزيع جوائز الغولدن غلوب السادس والسبعون
حفل جائزة الغولدن غلوب السادس والسبعون (بالإنجليزية: 75th Golden Globe Awards) هو حفلٌ لتكريم أفضل الأعمال السينمائية والتلفزيونية لسنة 2018 من قبل رابطة هوليوود للصحافة الأجنبية، استُضيف الحفل في 6 يناير 2019 في فندق ذا بيفرلي هيلتون، في حي بيفرلي هيلز في لوس أنجلوس وبدأ الساعة 5:00 م بالتوقيت الباسيفيكي. الحفل من إنتاج شركة ديك كلارك للإنتاج بالتعاون مع رابطة هوليوود للصحافة الأجنبية، وبُثّ في الولايات المتحدة على شبكة إن بي سي ودبي وان وإم بي سي 4 في الشرق الأوسط وشمال أفريقيا. قدّم الحفل كلٌّ من ساندرا أوه وأندي سامبيرج.

## الفائزون والمرشحون

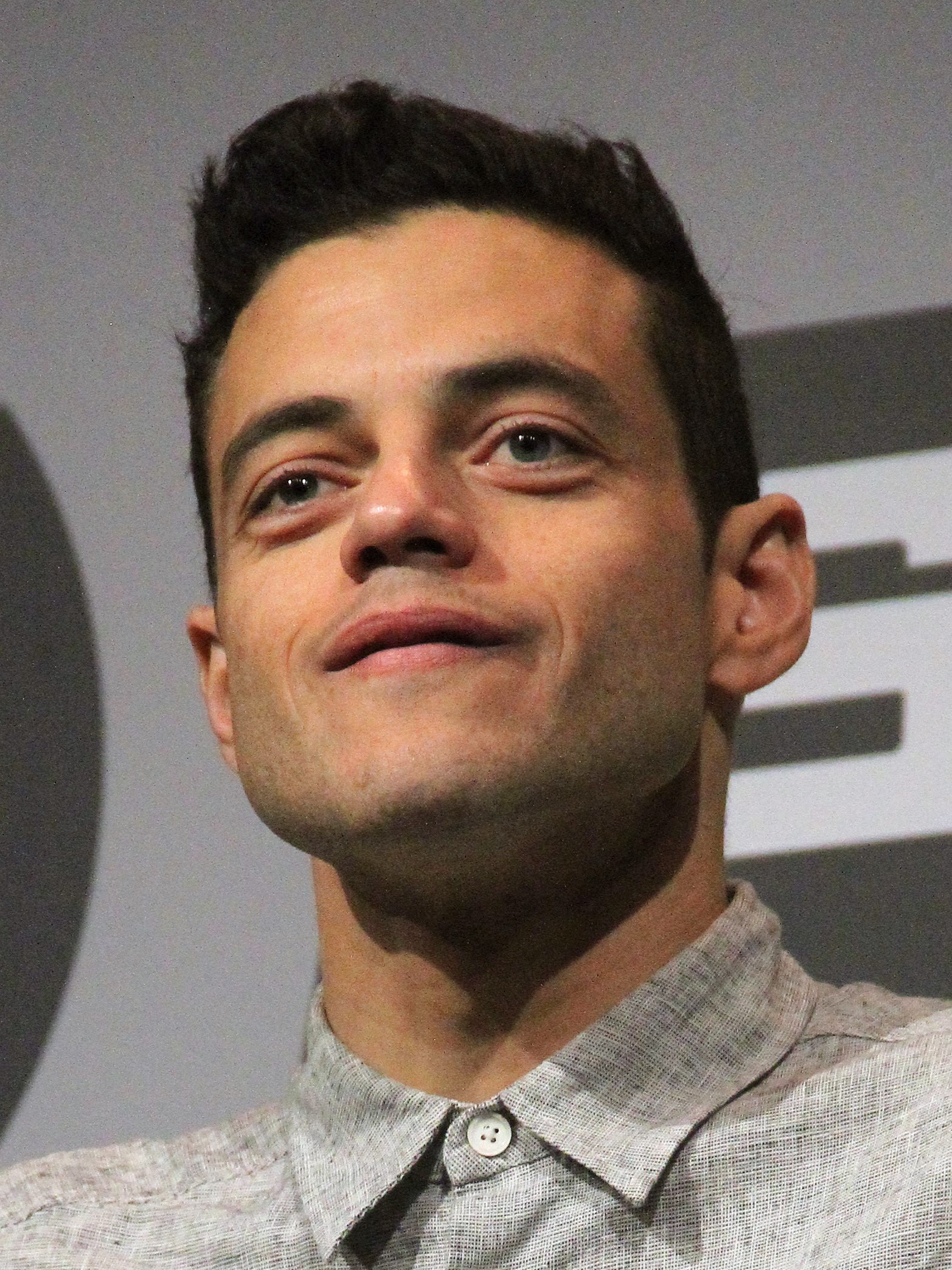
رامي مالك فاز بجائزة أفضل ممثل - فيلم درامي

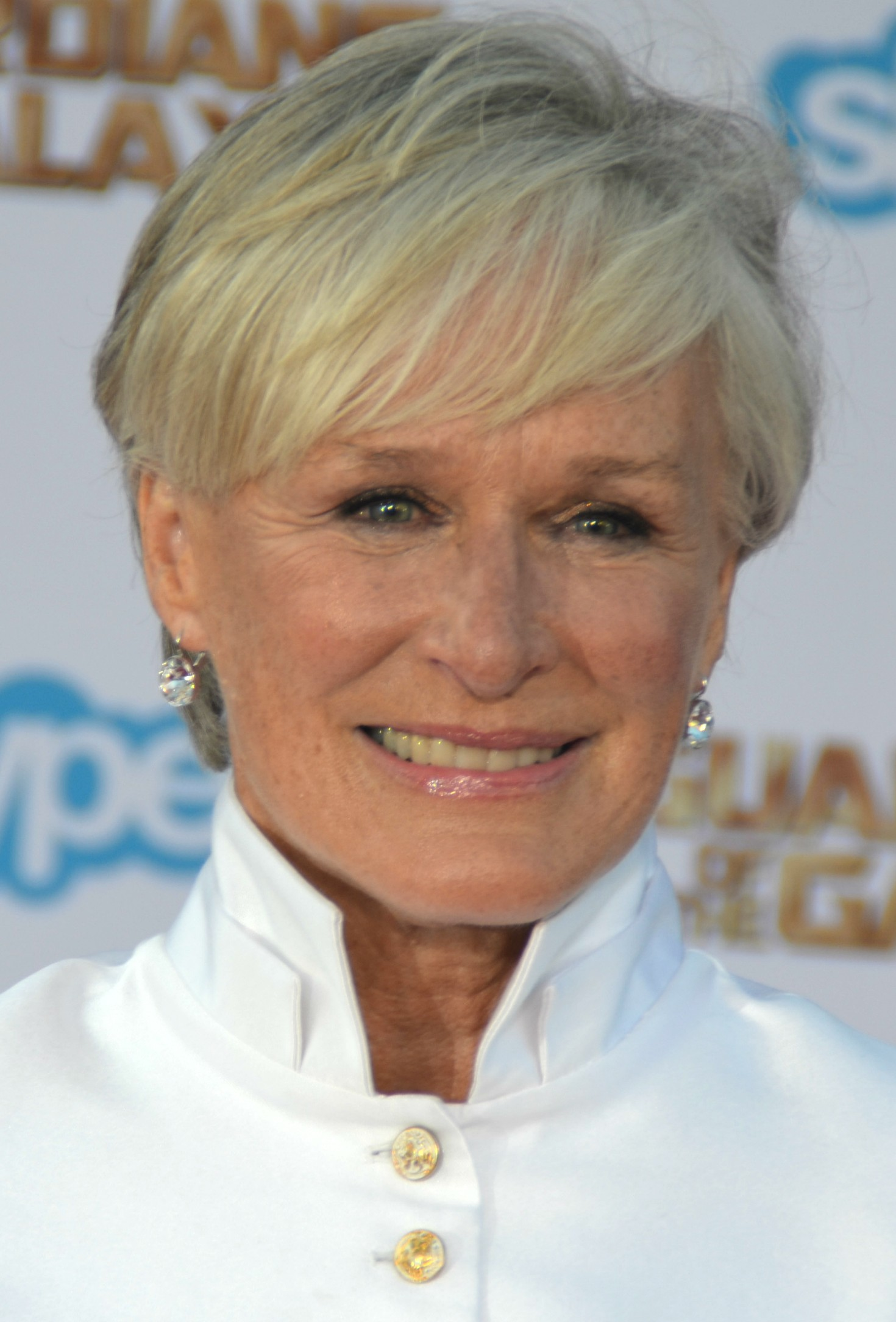
غلين كلوز فازت بأفضل ممثلة - فيلم درامي

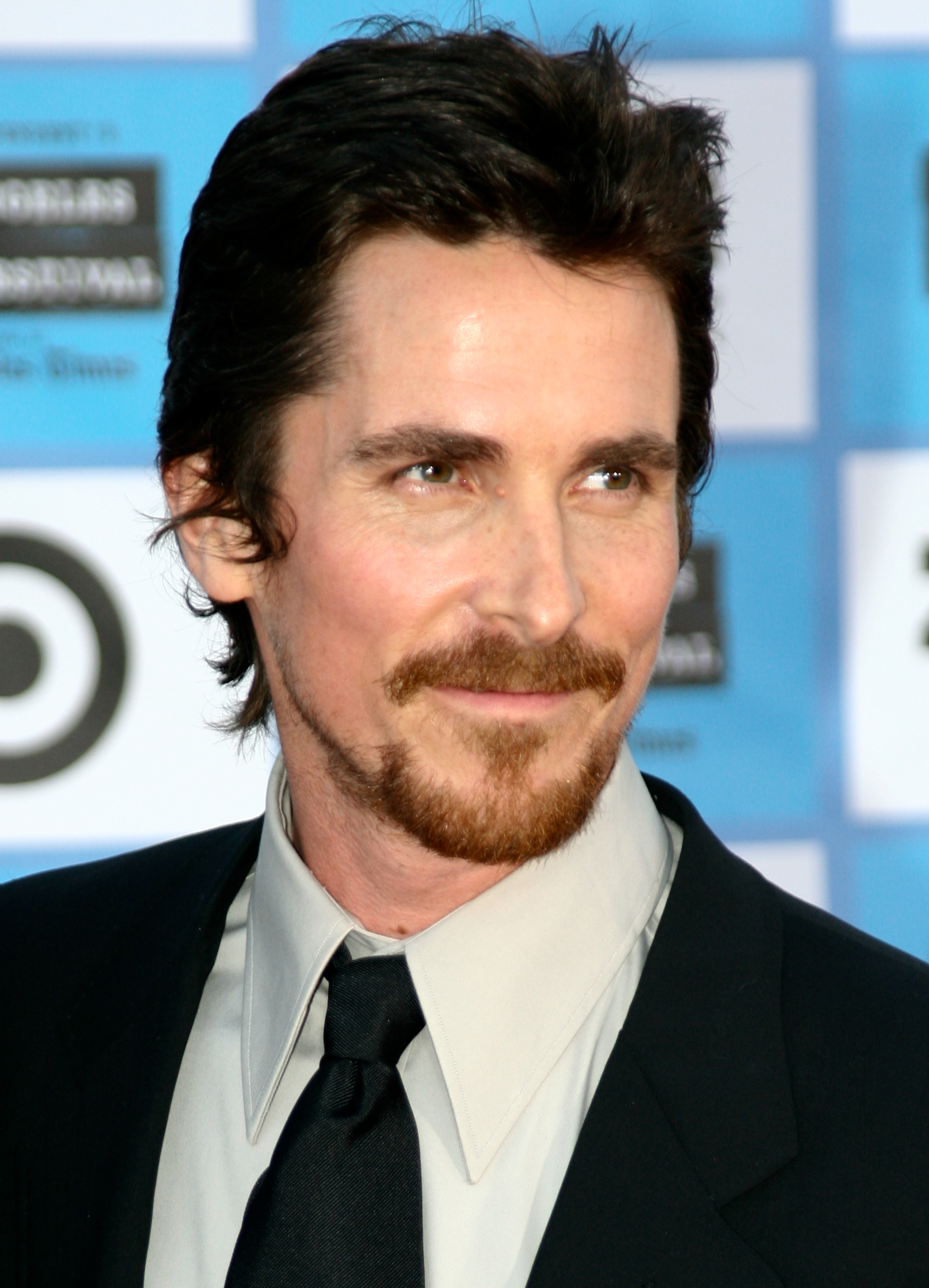
كريستيان بيل فاز بأفضل ممثل - فيلم كوميدي أو موسيقي

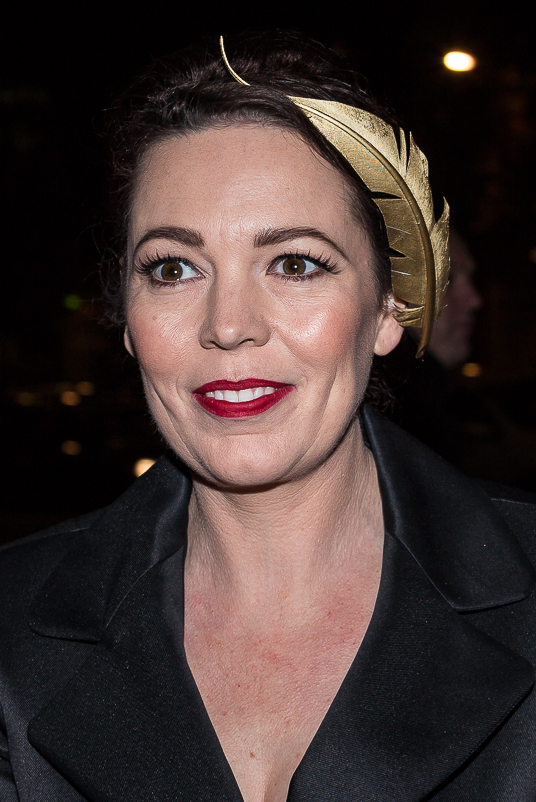
أوليفيا كولمان فازت بأفضل ممثلة - فيلم كوميدي أو موسيقي

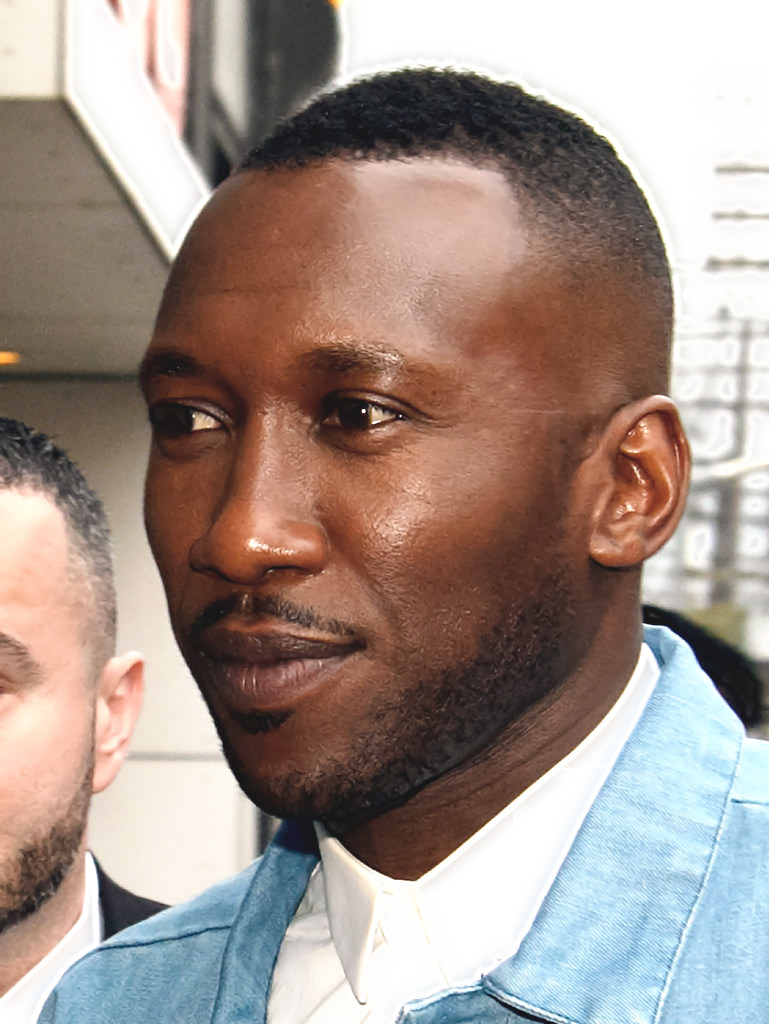
ماهرشالا علي فاز بجائزة أفضل ممثل مساند

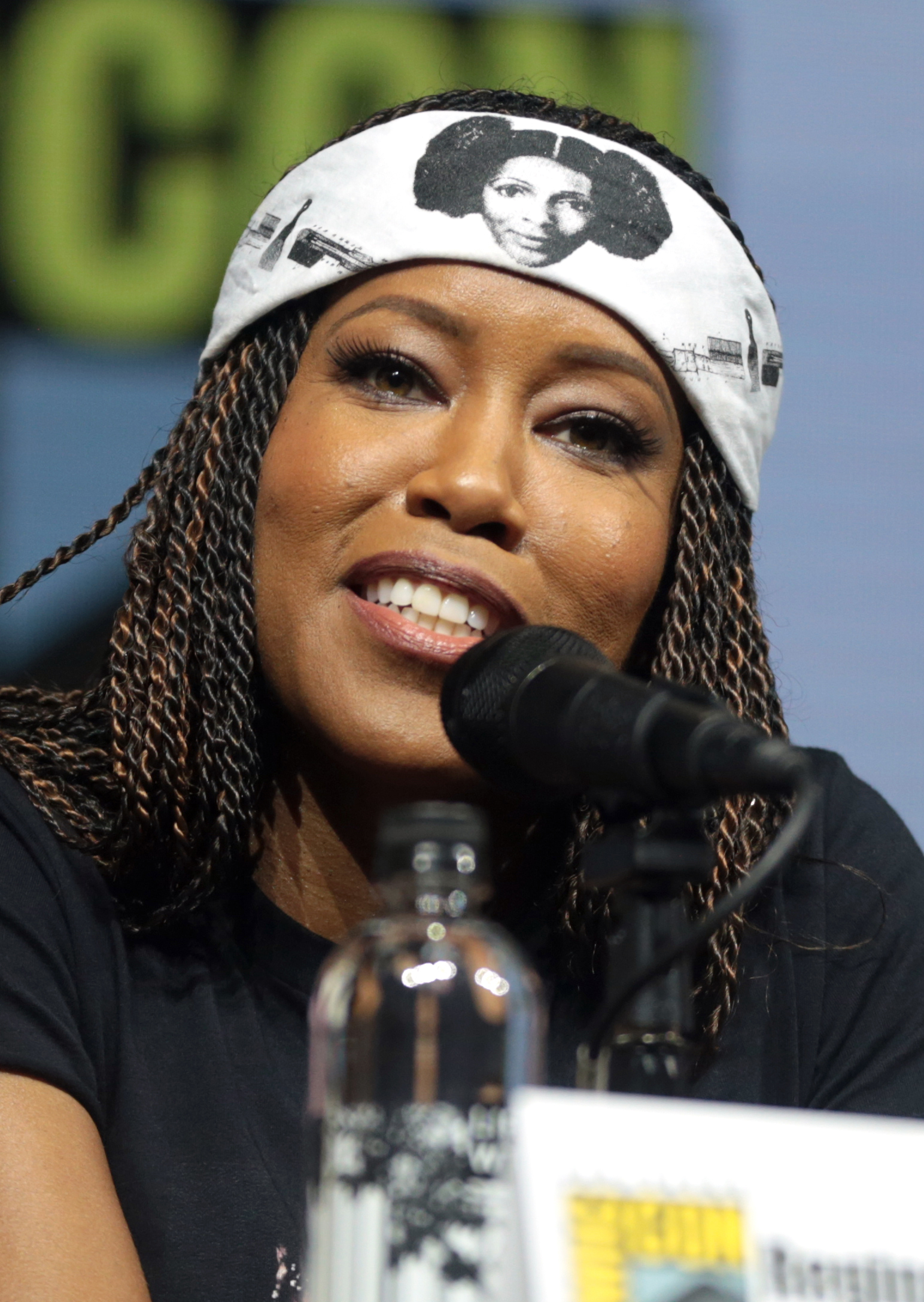
ريجينا كينج فازت بجائزة أفضل ممثلة مساندة

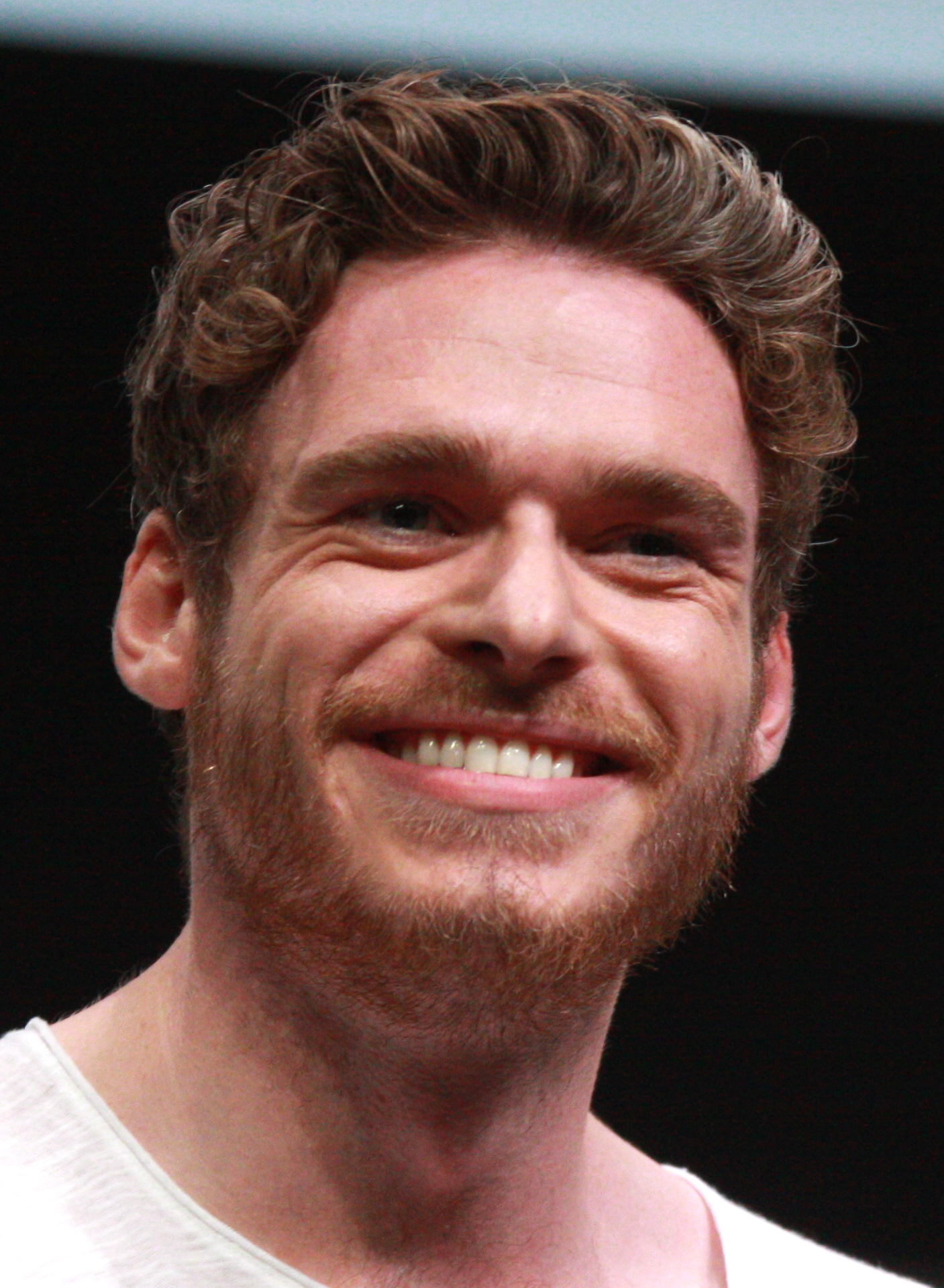
ريتشارد مادن فاز بجائزة أفضل ممثل - مسلسل دراما

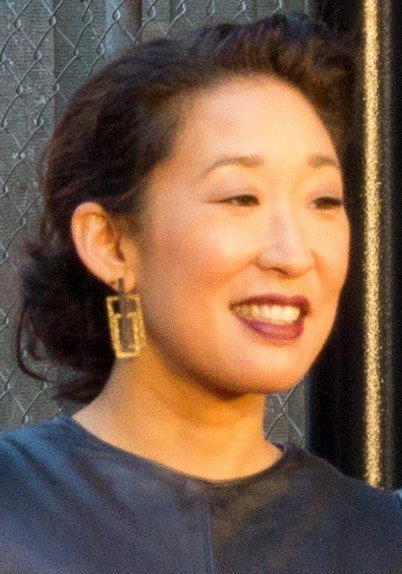
ساندرا أوه فازت بجائزة أفضل ممثلة - مسلسل دراما

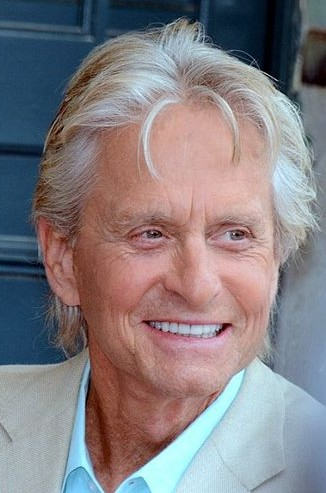
مايكل دوغلاس فاز بجائزة أفضل ممثل - مسلسل كوميدي أو موسيقى

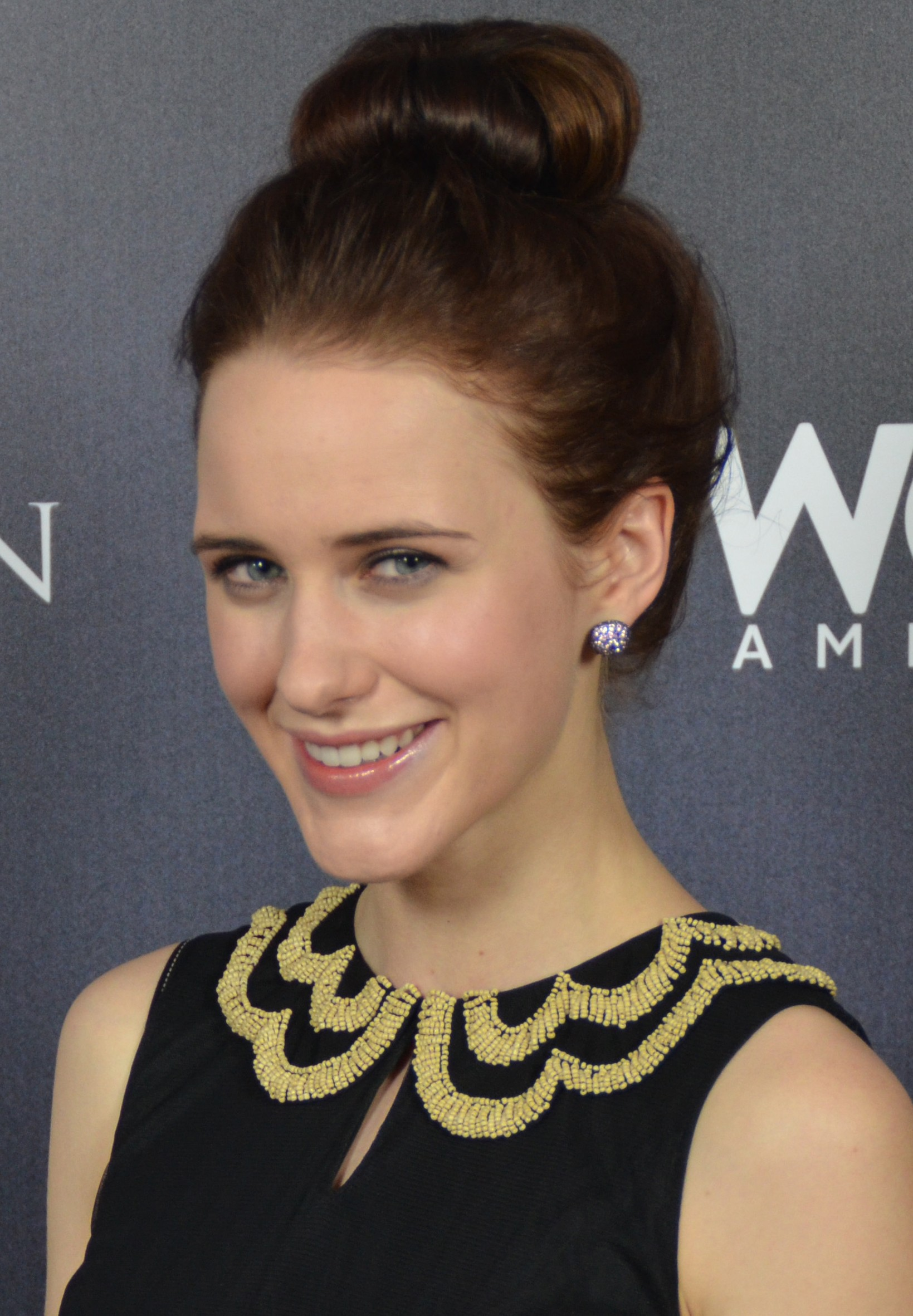
رايتشل بروسنان فازت بجائزة أفضل ممثلة - مسلسل كوميدي أو موسيقى

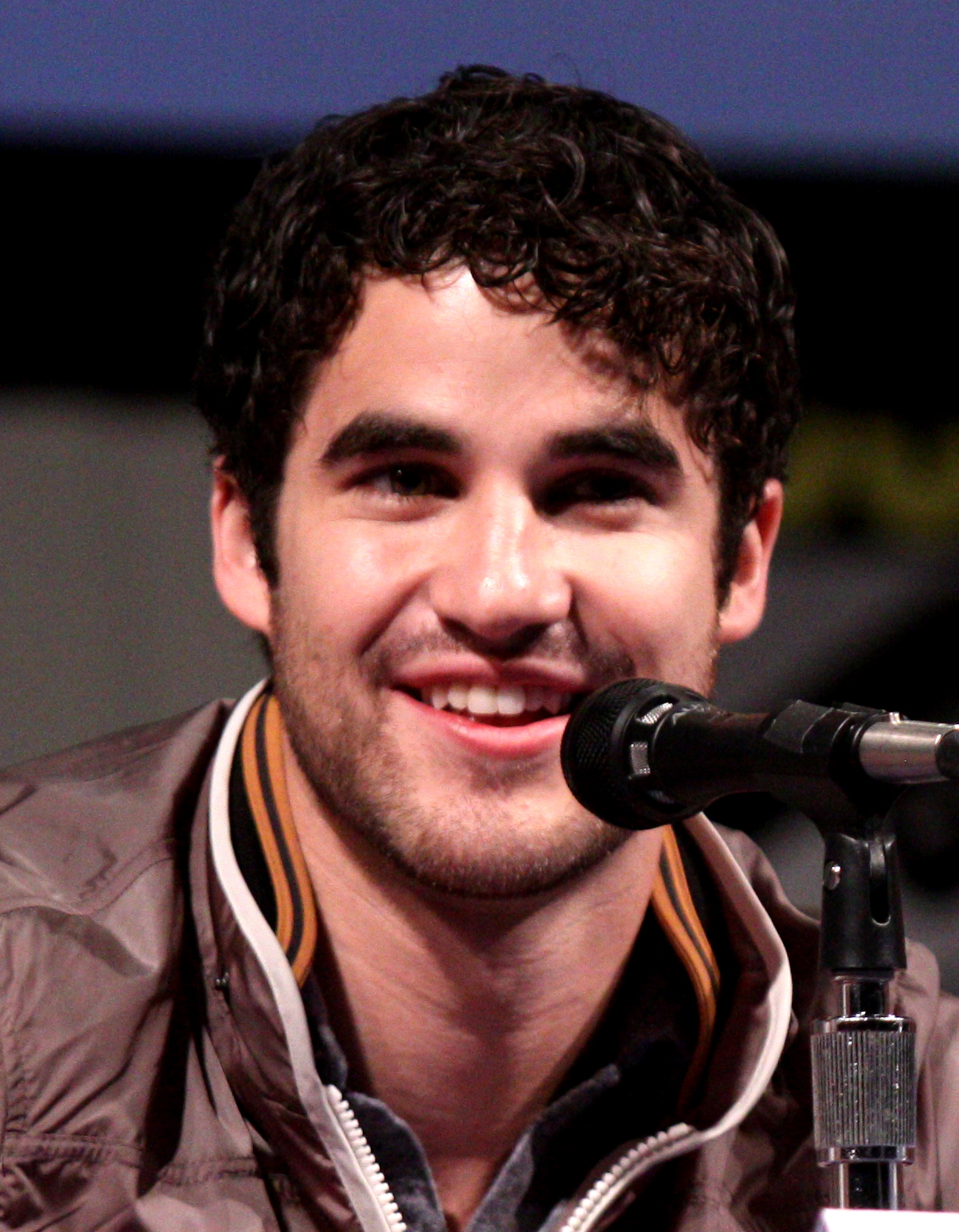
دارين كريس فاز بجائزة أفضل ممثل - مسلسل قصير أو فيلم تلفزيوني

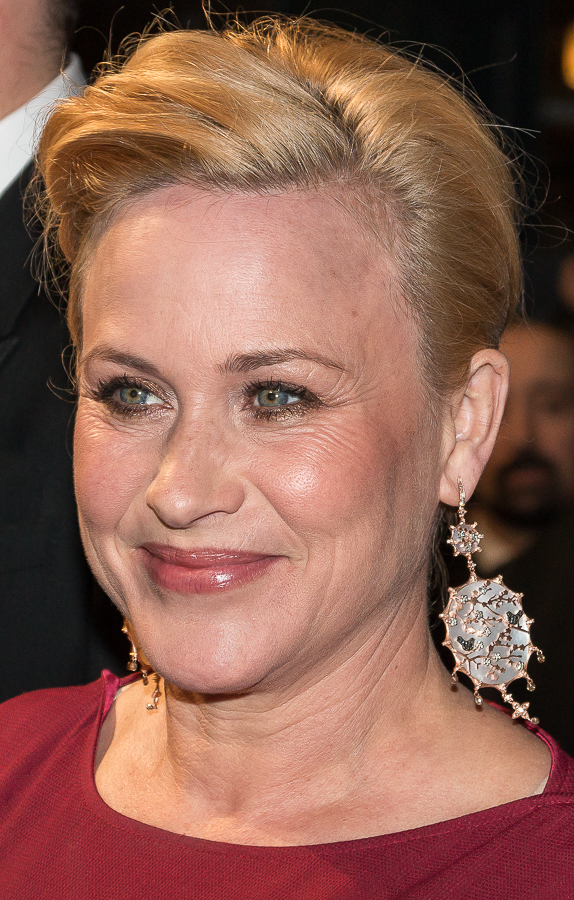
باتريشيا أركيت فازت بجائزة أفضل ممثلة - مسلسل قصير أو فيلم تلفزيوني

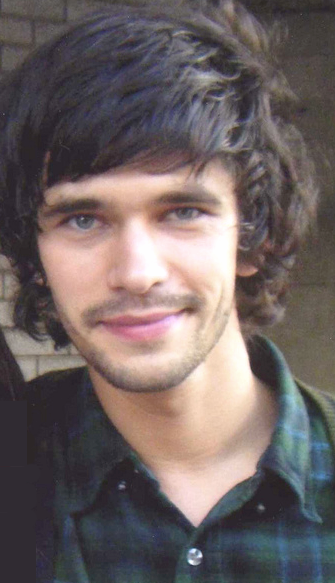
بن ويشا فاز بجائزة أفضل ممثل مساعد - مسلسل قصير أو فيلم تلفزيوني

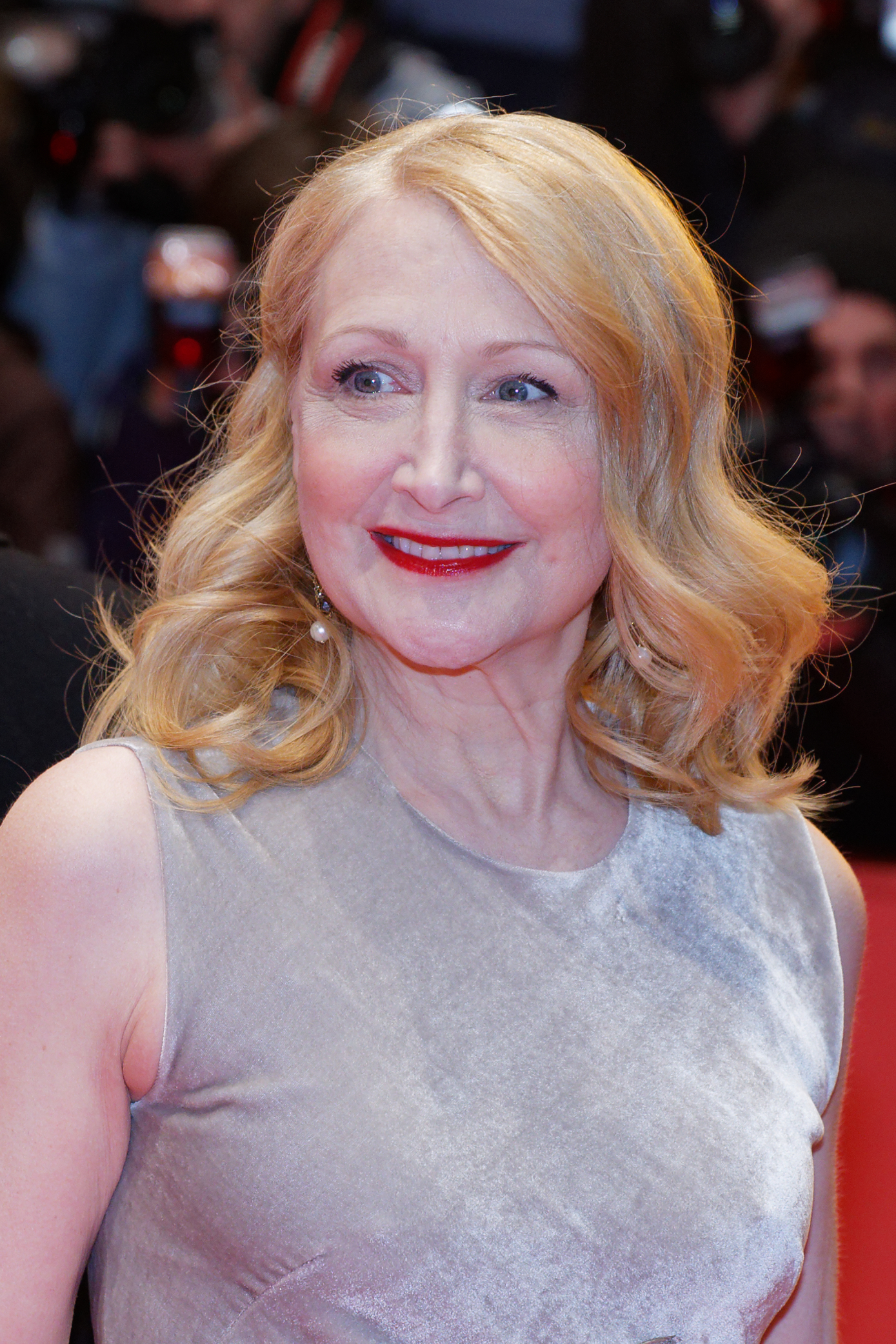
باتريسيا كلاركسون فازت بجائزة أفضل ممثلة مساعد - مسلسل قصير أو فيلم تلفزيوني

### الأفلام
| أفضل فيلم | أفضل فيلم |
| دراما | كوميدي أو موسيقي |
| --- | --- |
| - افتتان البوهيمية - النمر الأسود - بلاكككلنزمن - لو استطاع شارع بيل التحدث - مولد نجم | - الكتاب الأخضر - أغنياء آسيويون مجانين - المفضل - عودة ماري بوبينز - النائب |
| أفضل أداء في فيلم درامي | |
| ممثل | ممثلة |
| - رامي مالك – افتتان البوهيمية بدور فريدي ميركوري - برادلي كوبر – مولد نجم بدور جاكسون ماين - ويليم دافو – عند بوابة الخلود بدور فينسنت فان غوخ - لوكاس هيدجز – ولد ممسوح بدور جاريد ايمونز - جون ديفيد واشنطن – بلاكككلنزمن بدور رون ستالورث | - غلين كلوز – الزوجة بدور جوان كاستلمان - ليدي غاغا – مولد نجم بدور ألي ماين - نيكول كيدمان – مدمر بدور إرين بيل - ميليسا مكارثي – أيمكنك أن تسامحني؟ بدور لي إزرائيل - روزاموند بايك – حرب خاصة بدور ماري كولفين                                                                                                  |
| أفضل أداء في فيلم موسيقي أو كوميدي | |
| ممثل | ممثلة |
| - كريستيان بيل – النائب بدور ديك تشيني - لين مانويل ميراندا – عودة ماري بوبينز بدور جاك - فيجو مورتينسين – الكتاب الأخضر بدور توني لب - روبرت ريدفورد – الرجل العجوز والمسدس بدور فورست تاكر - جون ك. رايلي – ستان وأولي بدور أوليفر هاردي    | - أوليفيا كولمان – المفضل بدور الملكة آن - إيميلي بلنت – عودة ماري بوبينز بدور ماري بوبينز - إليزه فيشر – الصف الثامن بدور كايلا داي - تشارليز ثيرون – تولي بدور مارلو مورو - كونستانس وو – أغنياء آسيويون مجانين بدور رايتشل تشو                                                                                  |
| أفضل أداء ثانوي في فيلم | |
| ممثل مساعد | ممثلة مساعدة |
| - ماهرشالا علي – الكتاب الأخضر بدور دون شيرلي - تيموثي شالاماي – ولد جميل بدور نيك شيف - آدم درايفر – بلاكككلنزمن بدور فليب زيمرمان - ريتشارد جرانت – أيمكنك أن تسامحني؟ بدور جاك هوك - سام روكويل – النائب بدور جورج دبليو بوش               | - ريجينا كينج – لو استطاع شارع بيل التحدث بدور شارون ريفرز - إيمي آدمز – النائب بدور لين تشيني - كلير فوي – أول رجل بدور نيل آرمسترونغ - إيما ستون – المفضل بدور أباغيل هيل - ريتشل وايز – المفضل بدور سارة تشرشل                                                                                                  |
| جوائز أخرى | |
| أفضل مخرج | أفضل سيناريو |
| - ألفونسو كوارون – روما - برادلي كوبر – مولد نجم - بيتر فارلي – الكتاب الأخضر - سبايك لي – بلاكككلنزمن - آدم مكاي – النائب | - بريان هايز كوري وبيتر فارليلي ونيك فاليلونغا – الكتاب الأخضر - ألفونسو كوارون – روما - ديبورا ديفيس وتوني مكنمارا – المفضل - باري جينكينز – لو استطاع شارع بيل التحدث - آدم مكاي – النائب |
| أفضل موسيقى تصويرية أصلية | أفضل أغنية أصلية |
| - جوستين هورويتز – أول رجل - ماركو بلترامي – مكان هادئ - ألكسندر ديسبلا – جزيرة الكلاب - لودفيغ غورانسون – النمر الأسود - مارك شايمان – عودة ماري بوبينز                                                                                      | - "شالو" (ليدي غاغا ومارك رونسون وأنثوني روسوماندو وأندرو وايات) – مولد نجم - "أل ذا ستارز" (كيندريك لامار وسزا وسون وايف وأل شوكس) – النمر الأسود - "غيلر إن ذا مويفز" (دوللي بارتون، ليندا بيري) – دامبلن - "ركريوم فور أبرافيت وور" (آني لينوكس) – حرب خاصة - "ريفليشن" (يونسي وتروي سيفان وليلاند) – ولد ممسوح |
| جائزة غولدن غلوب لأفضل فيلم رسوم متحركة | جائزة غولدن غلوب لأفضل فيلم بلغة أجنبية |
| - سبايدرمان: إنتو ذا سبايدر-فيرس - أبطال خارقون 2 - جزيرة الكلاب - ميراي المستقبلية - رالف يدمر الإنترنت | - روما - كفرناحوم - فتاة - لا تنظر أبداً - مسألة عائلية |

### الأفلام الأكثر ترشيحاً
الأفلام التالية تلّقت عدّة ترشيحات:
| الترشيحات | الأفلام                   |
| --------- | ------------------------- |
| 6         | النائب                    |
| 5         | المفضل                    |
| 5         | الكتاب الأخضر             |
| 5         | مولد نجم                  |
| 4         | بلاكككلنزمن               |
| 4         | عودة ماري بوبينز          |
| 3         | النمر الأسود              |
| 3         | لو استطاع شارع بيل التحدث |
| 3         | روما (فيلم)               |
| 2         | افتتان البوهيمية          |
| 2         | بوي ايريسد                |
| 2         | أيمكنك أن تسامحني؟        |
| 2         | أغنياء آسيويون مجانين     |
| 2         | أول رجل                   |
| 2         | جزيرة الكلاب              |
| 2         | حرب خاصة                  |

### المسلسلات
| أفضل مسلسل | أفضل مسلسل |
| دراما | موسيقي أو كوميدي |
| --- | --- |
| - الأمريكيون - حارس شخصي - العودة للوطن - قتل إيف - بوز | - طريقة كومنسكي - باري - المكان الجيد - مزاح - السيدة مايزل الرائعة |
| أفضل أداء في مسلسل تلفزيوني – دراما | |
| ممثل | ممثلة |
| - ريتشارد مادن – حارس شخصي بدور ديفيد بد - جيسون بيتمان – أوزارك بدور مارتي بيرد - ستيفان جيمس – العودة للوطن بدور والتر كروز - بيلي بورتر – بوز بدور باري تيل - ماثيو ريس – الأمريكيون بدور فيليب جينينغز                                             | - ساندرا أوه – قتل إيف بدور إيف - كاترينا بالف – دخيلة بدور كلير فريزر - إليزابيث موس – حكاية أمة بدور جون أوزبورن/أوفريد - جوليا روبرتس – العودة للوطن بدور هايدي بيرجمان - كيري رسل – الأمريكيون بدور إليزابيث جينينغز                                            |
| أفضل أداء في مسلسل تلفزيوني – موسيقي أو كوميدي | |
| ممثل | ممثلة |
| - مايكل دوغلاس – طريقة كومنسكي بدور ساندي كومنسكي - ساشا بارون كوهين – ما هي أمريكا بدور عدة شخصيات - جيم كاري – مزاح بدور جيف - دونالد غلوفر – أتلانتا بدور إيرنست ماركس / تيدي بيركنز - بيل هادر – باري بدور باري بيركمان / باري بلوك                | - رايتشل بروسنان – السيدة مايزل الرائعة بدور ميريام "ميدج" ميزل - كريستين بيل – المكان الجيد بدور اليانور شيلستروب - كانديس بيرغن – ميرفي براون بدور ميرفي براون - أليسون بري – غلو بدور روث وايلدر - ديبرا ميسينغ – ويل وغريس بدور غريس أدلر                       |
| أفضل أداء في مسلسل قصير أو فيلم تلفزيوني | |
| ممثل | ممثلة |
| - دارين كريس – قصة جريمة أمريكية بدور أندرو كونانان - أنتونيو بانديراس – العبقري بدور بابلو بيكاسو - دانيال برول – ذا إيلينست بدور لازلو كريزلر - بيندكت كامبرباتش – باتريك ميلروز بدور باتريك ميلروز - هيو غرانت – فضيحة إنجليزية جداً بدور جيرمي ثورب | - باتريشيا أركيت – الهروب في دانيمورابدور تيلي ميتشل - إيمي آدمز – أدوات حادثة بدور كاميل بريكر - كوني بريتون – ديرتي جون بدور ديبرا نويل - لورا ديرن – الحكاية بدور جينيفر فوكس - ريجينا كينج – سبعة ثواني بدور لاتريس بتلر                                        |
| أفضل أداء مساعد في مسلسل قصير أو فيلم تلفزيوني | |
| ممثل مساعد | ممثلة مساعدة |
| - بن ويشا – فضيحة إنجليزية جداً بدور نورمان جوسيف - ألان آركين – طريقة كومنسكي بدور نورمان نيولاندر - كيران كولكين – خلافة بدور رومان روي - إدغار راميرز – قصة جريمة أمريكية بدور جياني فيرساتشي - هنري وينكلر – باري بدور جين                          | - باتريسيا كلاركسون – أدوات حادة بدور أدورا كريلين - ألكس بورستين – السيدة مايزل الرائعة بدور سوزي ميرسون - بينيلوب كروز – قصة جريمة أمريكية بدور دوناتيلا فيرساتشي - ثاندي نيوتن – وست وورلد بدور مايف ميلي - إيفون ستراهوفسكي – حكاية أمة بدور سيرينا جوي وترفورد |
| أفضل مسلسل قصير أو فيلم تلفزيوني | |
| - أغتيال جياني فيرساتشي: قصة جريمة أمريكية - ذا إلينست - الهروب في دانيمورا - أدوات حادة - فضيحة إنجليزية جداً | |

### المسلسلات الأكثر ترشيحًا
| عدد الترشيحات | المسلسل                                  |
| ------------- | ---------------------------------------- |
| 4             | أغتيال جياني فيرساتشي: قصة جريمة أمريكية |
| 3             | الأمريكيون                               |
| 3             | باري                                     |
| 3             | العودة للوطن                             |
| 3             | طريقة كومنسكي                            |
| 3             | السيدة مايزل الرائعة                     |
| 3             | أدوات حادة                               |
| 3             | فضيحة إنجليزية جداً                       |
| 2             | ذا إلينست                                |
| 2             | حارس شخصي                                |
| 2             | الهروب في دانيمورا                       |
| 2             | المكان الجيد                             |
| 2             | حكاية أمة                                |
| 2             | مزاح                                     |
| 2             | قتل إيف                                  |
| 2             | Pose                                     |

### جائزة سيسيل بي دوميل
- جيف بريدجز[2]

## المقدمون
- هالي بيري
- تشادويك بوسمان
- ستيرلينغ ك. براون
- جيسيكا شاستاين
- كالي كوكو
- جيمي لي كرتيس
- إدريس إلبا
- هاريسون فورد
- جوني غاليكي
- جستن هارتلي
- تاراجي بيندا هينسون
- فيليستي هوفمان
- أليسون جاني
- مايكل بي جوردن
- ويليام ميسي
- كريسي ميتز
- مايك مايرز
- لوبيتا نيونقو
- غاري أولدمان
- جيم بارسنز
- سام روكويل
- سيرشا رونان
- أوكتافيا سبنسر
- بن ستيلر
- ديك فان دايك
- لينا وايث
- كاثرين زيتا جونز

## روابط خارجية
- حفل توزيع جوائز الغولدن غلوب السادس والسبعون على موقع IMDb (الإنجليزية)
- حفل توزيع جوائز الغولدن غلوب السادس والسبعون على موقع كينوبويسك (الروسية)

- الموقع الرسمي لغولدن غلوب
 (بالإنجليزية)